# Joseph Ambrosius Geritz
Joseph Ambrosius Geritz (ur. 3 kwietnia 1783 w Jezioranach, zm. 16 sierpnia 1867) – biskup warmiński (w latach 1842–1867).

## Życiorys
Był synem kupca Józefa i Barbary z d. Krämer. Wychował się w rodzinie głęboko religijnej. Dwaj jego bracia, starszy Roch i młodszy Franciszek, zostali również kapłanami i wikariuszami katedralnymi.
W roku 1797 rozpoczął naukę w gimnazjum jezuickim w Reszlu, później w Braniewie i u księży pijarów w Warszawie. W dniu 5 kwietnia 1806 w katedrze fromborskiej otrzymał święcenia kapłańskie, był wikariuszem katedralnym. W roku 1823 został kanonikiem warmińskim i kustoszem. W roku 1835 został wybrany na dziekana kapituły warmińskiej. W dniu 27.04.1840 papież Grzegorz XVI mianował go biskupem tytularnym Abdery i biskupem pomocniczym warmińskim. Sakrę biskupią przyjął w Królewcu w obecności króla pruskiego Fryderyka Wilhelma IV. Po śmierci biskupa Andrzeja Stanisława von Hattena w dniu 21 czerwca 1841 został wybrany przez kapitułę na biskupa warmińskiego. W roku 1843 uzyskał doktorat z teologii na uniwersytecie w Münster. Biskup Geritz otoczył opieką duszpasterską katolików w diasporze mazurskiej i kłajpedzkiej, gdzie budował kościoły i erygował parafie. Założył Stowarzyszenie św. Wojciecha (Albertusverein), które wspierało budownictwo kościelne. Opiekował się ludźmi potrzebującymi pomocy, popierał rozwój stowarzyszeń charytatywnych. Ufundował dla sierot i ociemniałych zakład opiekuńczy św. Józefa w Lidzbarku Warmińskim. Nowocześnie wyposażył szpitale w Braniewie, Fromborku i Lidzbarku Warmińskim. W Jezioranach, w swoim mieście rodzinnym, zainicjował budowę szkoły dla dziewcząt i domu dla biednych. Wykazywał zrozumienie dla ludności polskiej. Listy pasterskie drukował w języku niemieckim i w języku polskim. Wydawał polskie śpiewniki, m.in. w opracowaniu dziekana sztumskiego ks. Franciszka Kręckiego. Zmarł w dniu 16 sierpnia 1867 r. Został pochowany w katedrze fromborskiej, w kaplicy Zbawiciela.

## Uhonorowanie
Biskup Geritz otrzymał m.in. następujące odznaczenia i wyróżnienia państwowe i kościelne:
- 18 stycznia 1838 król Fryderyk Wilhelm III odznaczył ks. Geritza Orderem Czerwonego Orła Pruskiego III Klasy
- 22 sierpnia 1842 jako biskup warmiński otrzymał od króla pruskiego Fryderyka Wilhelma IV Order Czerwonego Orła Pruskiego II Klasy
- w 1861 r. otrzymał Krzyż Wielki tegoż orderu, tym razem już I Klasy
- 5 kwietnia 1856 z okazji pięćdziesięciolecia kapłaństwa dwa miasta warmińskie przyznały mu honorowe obywatelstwo – Braniewo oraz Frombork
- 20 lutego 1863 od papieża Piusa IX otrzymał nominację na papieskiego prałata domowego, szambelana i grafa rzymskiego